# Манчестер Юнайтед (жіночий футбольний клуб)
Жіночий футбольний клуб «Манчестер Юнайтед» (англ. Manchester United Women Football Club) — жіночий професійний футбольний клуб, який виступає в Жіночій Суперлізі (WSL). 

## Історія
28 травня 2018 року стало днем офіційного створення жіночого футбольного клубу «Манчестер Юнайтед». Це сталося після того, як заявку клубу було схвалено Футбольною асоціацією Англії, а клуб було запрошено до участі в Жіночому чемпіоншипі (другій по силі жіночий лізі Англії) на сезон 2018—19. 
Першим головним тренером жіночої команди «Манчестер Юнайтед» було призначено колишню захісницю лондонських команд «Арсенал» та «Челсі» — Кейсі Стоуні.
За підсумками свого дебютного сезону 2018—19, команда виграла Жіночий чемпіоншип та здобула право виступати у Жіночій суперлізі, вищому дивізіоні в системі жіночих футбольних ліг Англії.
У перших трьох сезонах участі в Жіночій суперлізі команда регулярно посідала 4-е місце в турнірній таблиці чемпіонату. 
За підсумками сезону 2022—23 «Манчестер Юнайтед» вперше в історії посів друге місце  та  кваліфікувався до участі в Лізі чемпіонів УЄФА. Дебютний сезон 2023—2024 в єврокубковому турнирі команда розпочала з другого кваліфікаційного раунду, де в суперники собі отримала титуловану команду з Франції — «Парі Сен-Жермен». Перша гра, що проходила в Манчестері на стадіоні «Лі Спортс Віллідж»   закінчилася в нічию — 1:1. Історичний дебютний гол в Лізі Чемпіонів забила французька гравчиня «Манчестера» — Мелвін Малард. Гра-відповідь на легендарному стадіоні «Парк-де-Пренс» закінчилась на користь більш досвідчених господарок поля з рахунком — 3:1. Таким чином в своєму першому єврокубковому сезоні «Манчестер Юнайтед» не зміг вийти до групової стадії змаганнь.

## Відомі гравчині
Справжньою зіркою світового футболу вважається воротарка команди  — Мері Ерпс.
Також  гравчині «Манчестер Юнайтед» Елла Тун, Майя Тіссьє, Алессія Руссо та Кеті Зелем у складі збірної Англії ставали Чемпіонками Європи та віце-чемпіонками Світу. Іспанська півзахісниця Ірен Герреро є володаркою золотої медалі Чемпіонату світу-2023.
Французька гравчиня Мелвін Малард до виступів за «МЮ» чотири рази вигравала кубок Ліги Чемпіонів у складі «Ліона», а бразильська нападниця Жейсе  вигравала цей трофей у складі «Барселони».

## Досягнення
Суперліга
- Срібло (1): 2022–23

Кубок Англії
- Переможець (1): 2023–24
- Фіналіст (1): 2022–23

Чемпіоншип
- Золото (1): 2018–19